# Ombligo
El ombligo  es la cicatriz que queda tras la rotura del cordón umbilical en el recién nacido. Suele ser una depresión en la piel.

## Desde el punto de vista médico
También recibe el nombre de ombligo la región umbilical, es decir, la zona del abdomen que rodea al ombligo propiamente dicho, y así consta en Terminología Anatómica Internacional de 1997, en el apartado A01.2.04.005 y bajo los nombres latinos de umbilicus y regio umbilicalis.
A los cinco o seis días de vida del recién nacido se marchita el cordón umbilical y se desprende, dejando en su punto de inserción una pequeña cicatriz que constituye el ombligo propiamente dicho. Lo más importante es prevenir la infección y vigilar la aparición de hernias umbilicales.
En la actualidad el ombligo es utilizado como vía de acceso en la realización de laparoscopias, mientras que el cordón umbilical interesará sobre todo por su longitud, ya que si es demasiado corto o demasiado largo podría ser origen de algunas complicaciones tocológicas. Por otra parte, tras el parto es conveniente revisar el cordón por dos motivos: por él circulan dos arterias y una vena, y si una de las arterias faltara o fuera muy rudimentaria, podría ser indicación de la existencia de alguna anomalía fetal; mientras que la existencia de nudos en el trayecto del cordón podría ser señal de una hipoxia fetal.
Por otro lado, la técnica de la fetoscopia permite la extracción de sangre del cordón umbilical para realizar analíticas fetales. También se ha establecido el concepto de que el embrión es un repositorio de células madre y de tejidos de gran potencial biológico, siendo útiles en la terapéutica de ciertos casos de leucemia mediante la reposición de células sanguíneas obtenidas del cordón umbilical (planteamiento que se intenta desarrollar creando un "banco de cordones umbilicales" para un posible uso futuro).
Desde el punto de vista antropológico y popular, el ombligo y especialmente el cordón umbilical han tenido históricamente una gran importancia médica y social para muchos pueblos.

## Cultura y antropología
El modo de formarse esta cicatriz dio lugar en otros tiempos a controversias para saber si era racional representar con ombligo a Adán y Eva.
La ropa que deja ver el ombligo es una moda practicada sobre todo por las mujeres jóvenes. La exposición de un ombligo desnudo ha sido un tabú en la sociedad occidental, ya que el ombligo ha sido considerado un estímulo visual erótico.
La pelusilla en el ombligo también recibe el nombre de borra o borrita.
En la Edad Media se cuidaba su valor estético; a los niños pequeños se los envolvía como una momia mientras se les colocaba una bola de plomo en la cicatriz del cordón umbilical para conseguir un ombligo profundo, método que se ha seguido hasta la actualidad, aunque utilizando bolitas de algodón o lana en vez de plomo. También se lo consideró como sede de la lujuria en la mujer.
El pueblo aborigen australiano unmatjera piensan que los llamados «muris» o «gérmenes de los niños» se escondían tras las rocas o los árboles esperando entrar en las mujeres por el ombligo para embarazarlas, sin relacionar realmente el orificio de dar a luz con el de la concepción.

## Literatura
Hacia 1535, Bonaventure des Périers, ayuda de cámara de la reina Margarita de Navarra, escribió el poema Blasón del ombligo.
Todos los ombligos son redondos, de Álvaro de Laiglesia, es una obra publicada en 1956 de carácter cómico.
En 1979, Gutierre Tibón publicó El ombligo como centro erótico, serie de reflexiones histórico-filosóficas acerca de esta región del cuerpo.
En 2022, la revista española Mirlo dedicó un número monográfico a autorretratos de ombligos de escritores, narradores y poetas, entre los que figuraban los de Vicente Molina Foix, José Gutiérrez Román, María Sánchez-Saorín, Care Santos, Marta Sanz, Luisgé Martín, Elvira Navarro, Óscar Esquivias o Pilar Adón.